# Leonard Geluk
Leonard Geluk (Dordrecht, 25 april 1970) is een Nederlands oud-politicus voor het CDA en bestuurder.

## Biografie

### Jeugd
Geluk is afkomstig uit een Gereformeerde Bondsgezin. In zijn vroegste jaren woonde het gezin Geluk een paar jaar in Zwitserland. Vanaf omstreeks 1975 was het in Krimpen aan den IJssel woonachtig. In de jaren tachtig volgde Geluk het vwo te Rotterdam; halverwege deze periode verhuisde hij naar deze stad. Als middelbare scholier voelde hij zich aangesproken door het beleid van toenmalig premier Ruud Lubbers waardoor hij zich als zestienjarige aanmeldde als lid van het Christen-Democratisch Appèl (CDA). Van 1988 tot 1994 studeerde hij aan de Erasmus Universiteit Rotterdam staats- en bestuursrecht. In het jaar van zijn afstuderen was hij lijsttrekker van het CDA voor de eerste verkiezingen voor de deelgemeente van Delfshaven waarvan hij vervolgens raadslid werd.
Na zijn studie verrichtte hij allerlei werkzaamheden op het gebied van beleidsadvisering en dergelijke. Zo was hij onder andere medewerker van de Zuid-Hollandse Provinciale Staten-fractie van het CDA, als adviseur in dienst van een aantal bedrijven (ICS Adviseurs en Arthur Andersen) en enige tijd mede-eigenaar van een onderwijsadviesbureau.

Daarnaast zat hij ook in het bestuur van diverse maatschappelijke organisaties.

### Politieke carrière
In 2004 volgde Geluk de Rotterdamse wethouder Sjaak van der Tak (een partijgenoot) op die burgemeester van de nieuwe gemeente Westland was geworden. Geluk nam diens portefeuille met daarin onderwijs en integratie van hem over.

Eind 2005 kwam Geluk in aanvaring met collega-wethouder Marco Pastors van Leefbaar Rotterdam. Geluk viel over bepaalde uitspraken die Pastors over allochtonen had gedaan en zijn partij het CDA steunde op grond daarvan een motie van GroenLinks die tegen Pastors was ingediend en die er uiteindelijk toe leidde dat Pastors moest aftreden.

In september 2005 werd hij door de Rotterdamse CDA-leden tot lijsttrekker voor de gemeenteraadsverkiezingen van 7 maart 2006 gekozen. De verkiezingspunten van het Rotterdamse CDA behelsden onder meer het terugdringen van coffeeshops bij scholen, het tegengaan van de uittocht van gezinnen uit de stad en het geven van een tweede kans aan tussen wal en schip geraakte jongeren. De gemeenteraadsverkiezingen van 2006 verliepen teleurstellend voor het CDA, ook in Rotterdam. In deze stad verloor zij twee van de vijf zetels.
In 2008 waren de prestaties van de Islamitische Scholengemeenschap Ibn Ghaldoun zwaar onder de maat; de Onderwijsinspectie kwalificeerde de school als "zeer zwak", het laagste kwaliteitsniveau in Nederland. Geluk zegde uiteindelijk het vertrouwen in het schoolbestuur op en stuurde een brief aan de ouders en verzorgers van de leerlingen, waarin hij hen adviseerde hun kinderen naar een andere school te brengen. De school stapte daarop naar de rechter. Volgens de rechtbank lag het binnen de bevoegdheden van de wethouder om de ouders te wijzen op het zwakke onderwijsaanbod, maar had hij geen negatief advies mogen geven. Geluk moest zijn woorden terugnemen. De gemeente Rotterdam ging in hoger beroep en in juli 2009 gaf het gerechtshof Geluk alsnog gelijk dat het versturen van de brief en de oproep de leerlingen van school te halen, juridisch gezien niet onrechtmatig was geweest. Naar de ouders en verzorgers van leerlingen van vier andere scholen die ook als zeer zwak waren aangemerkt, had Geluk geen brieven gestuurd, maar ook dat werd door de rechtbank niet als onrechtmatig beoordeeld.
Op 12 maart 2009 zegde de fractie van zijn eigen partij het vertrouwen op in Geluk. Ondanks het feit dat de fractie het vertrouwen in de eigen wethouder had opgezegd, bleef Geluk zitten. Dat had mede te maken met wethouder en partijgenoot Lucas Bolsius, die had gezegd dat hij ook zou opstappen als Geluk het veld moest ruimen. Vanwege de crisis tussen Geluk en de fractie werd Peter Lamers als extra CDA-wethouder aan het Rotterdamse college toegevoegd. 

### Na de politiek
Op 1 september 2009 werd Geluk voorzitter van het College van Bestuur van ROC Midden Nederland. Tevens was hij lid van de Onderwijsraad. Als voorzitter van de Transitiecommissie Stelselherziening Jeugd bracht hij in 2013 en 2014 kritische rapporten uit over de voortgang van de decentralisatie jeugdzorg.
Van 1 april 2014 tot 2020 was hij voorzitter van het College van Bestuur van De Haagse Hogeschool geworden. Sinds 2019 is hij lid van de Nederlandse Unesco Commissie. Sinds 1 april 2020 is Geluk algemeen directeur van de Vereniging Nederlandse Gemeenten in Den Haag.

## Persoonlijk
Geluk is getrouwd en vader van drie kinderen. Kerkelijk zijn zij lid van de Protestantse Kerk in Nederland (PKN). Ook is hij kerkelijk actief geweest: vier jaar lang was hij als diaken lid van de kerkenraad van de Hervormde gemeente Delfshaven-Rotterdam, de Oude of Pelgrimvaderskerk waar hij heden ten dage nog steeds kerkt.